# EUR Magliana (métro de Rome)
EUR Magliana est une station de la ligne B du métro de Rome ainsi qu'une gare de la ligne ferroviaire Rome-Lido. Elle tient son nom de sa localisation avec le quartier de l'EUR et de la zone de Magliana en particulier.

## Situation sur le réseau
Établie en surface, la station EUR Magliana est située sur la ligne B du métro de Rome, entre les stations Marconi, en direction de Rebibbia (B) ou Jonio (B1), et EUR Palasport, en direction de Laurentina.

## À proximité
- Le Palais de la civilisation italienne
- La Basilique des Saints Pierre-et-Paul